# 多久茂辰
多久 茂辰（たく しげとき）は、江戸時代前期の武士。肥前国佐賀藩家老。多久鍋島家（後多久氏）2代当主。

## 略歴
慶長13年（1608年）、鍋島氏の家臣・後藤茂富の子として誕生。
父・茂富は、龍造寺家均（後藤貴明の実子・晴明）と龍造寺長信の娘の子で、伯父の初代多久邑主・多久安順の養子となる。ところが、寛永5年（1628年）に養父の勘気に触れて廃嫡されたため、代わってその子・茂辰が安順の養子となった。
寛永12年（1635年）、養父・安順と同じ佐賀藩請役となる。同年、佐賀藩初代藩主・鍋島勝茂の嫡男・忠直が早世し、遺児・光茂が4歳と幼かったため、勝茂は忠直の弟で支藩の蓮池藩初代藩主であった鍋島直澄を後継にしようとした。茂辰はこれに反対し、正統な後継者である光茂に継がせるよう主張し、明暦3年（1657年）に光茂が2代藩主となった。
寛永14年（1637年）、島原の乱が起こると、島原藩は鎮圧できずに佐賀藩、熊本藩に救援を求めた。茂辰は佐賀藩留守家老として諫早茂敬・鍋島茂綱と協議し、「公儀（江戸幕府）の命令無しに出陣はできない」といったん拒否し、その後、幕府の命令を待って出陣した。この時、現小城市にあった熊野山大権現（熊野権現社）において武運長久を祈願させている。また乱の鎮圧後、寛永17年（1640年）頃に、配下の戦死者99名を弔うため、通玄院を建立。99名の実名を刻んだ位牌や島原の乱戦死者供養塔が現存している。
正保3年（1646年）、返済不能な私借銀を作ったとして罷免されたが、家老職であり続けた。
寛文9年（1669年）、死去。茂矩が跡を継いだ。

## 系譜
- 父：後藤茂富（1584-1659）
- 母：梅 - 大田茂連娘
- 養父：多久安順（1566/63-1641）
- 正室：鶴 - 天性院、鍋島勝茂娘
  - 男子：多久茂矩（?-1690）
- 生母不明の子女
  - 女子：鍋島元茂養女 - 岡部興貞室
  - 女子：鶴子 - 南祥院、鍋島勝茂養女、鍋島直能正室